# Fontana della Barcaccia w Rzymie
Fontana della Barcaccia – barokowa fontanna w Rzymie, na Piazza di Spagna (Placu Hiszpańskim), u stóp Schodów Hiszpańskich.
Ma formę na wpół zatopionej łodzi, przez której burty przelewa się woda. Została zamówiona przez papieża Urbana VIII i ukończona w 1627 roku przez Pietro Berniniego i jego syna Gianlorenzo Berniniego. Formę fontanny wybrano by przypomnieć powódź, która zalała Piazza di Spagna w 1598.

## Źródła[1]
- Rendina, Claudio (1999). Enciclopedia di Roma.